# Streptocephalus distinctus
Streptocephalus distinctus är en kräftdjursart som beskrevs av Thiele 1907. Streptocephalus distinctus ingår i släktet Streptocephalus och familjen Streptocephalidae. Inga underarter finns listade i Catalogue of Life.